# 潦河镇
潦河镇，是中华人民共和国河南省南阳市卧龙区下辖的一个乡镇级行政单位。

## 行政区划
潦河镇下辖以下地区：
潦西村、王营村、崔营村、闫庄村、张茂庄村、胡庄村、姚营村、元西袁营村、清凉寺村、王陈庄村、西粱庄村、大陈营村、吴集村、刘谢营村、中庄村、上范营村、李庄村、丁奉店村、大周庄村、小周庄村、大官庄村、小官庄村、前宋马营村、后宋马营村、辛店村和潦东村。